# Chim xanh nhỏ
Chim xanh nhỏ (danh pháp hai phần: Chloropsis cyanopogon) là một loài chim trong họ Chim xanh (Chloropseidae). Nó được tìm thấy ở Brunei, Indonesia, Malaysia, Myanma, Singapore, và Thái Lan. Môi trường sinh sống tự nhiên của nó là rừng đất thấp ẩm nhiệt đới hoặc cận nhiệt đới. Nó bị đe dọa mất môi trường sống.